# Разширяване на БРИКС
Разширяването на БРИКС след учредяването на организацията първоначално във формат от четири водещи световни държави започва с приемането на Република Южна Африка през 2010 г. В рамките на 10-те години на XXI век блокът успява да се наложи като водеща алтернатива на Г-7. Петте държави членки надминават Г-7 със своите 31,5% от световния БВП, в сравнение с 30,7% за Г-7. Освен това с 3,14 милиарда души страните от БРИКС съставляват 41% от световното население.
Световната пандемия от COVID-19 и избухналия в началото на 2022 г. военен конфликт между Русия и Украйна ускоряват привлекателността на блока сред страните от т.нар. Глобален юг. В навечерието на 15-ата среща на БРИКС в Йоханесбург над 40 държави са изявили интерес от присъединяването си към блока, а 22 държави официално са депозирали кандидатурите си. На срещата се взима решение новите страни членки на блока от 1 януари 2024 г. да са шест – Иран, Обединените арабски емирства, Саудитска Арабия, Аржентина, Египет и Етиопия. На практика, като се изключи едногодишното закъснение на встъпването на Република Южна Африка, това е първото разширение на блока в историята му. С новите шест държави блокът ще представлява почти половината от населението на света и ще включва три от най-големите производители на петрол в света – Саудитска Арабия, ОАЕ и Иран, освен Русия. По този начин се застрашава световната доминация на т.нар. петродолар.
Стремежът към разширяване на БРИКС се движи от два основни импулса – антиамериканизъм и стремеж към многополярност със солидарност между страните. Поканата към Иран е в израз на първия стремеж, докато тази към Саудитска Арабия е в израз на поощрение за еманципацията ѝ от доскорошния ѝ пръв съюзник – САЩ. Бъдещото членство в блока на съседните Египет и Егиопия е продиктувано от търсенето на географски баланс, включително и в Средиземноморието, а това на Аржентина е заради целения успех в бъдещата ѝ дедоларизация.